# フューチャー・チャンピオンズデー
フューチャー・チャンピオンズデー（Future Champions Day）とは、毎年10月第2週にイギリスのニューマーケット競馬場で開催される9つの重賞競走の開催日、およびその総称。

## 沿革
ブリーダーズカップ・ワールド・サラブレッド・チャンピオンシップや凱旋門賞ウィークエンドへの対抗を目的として、2011年に英国競馬統括機構によって設立されたブリティッシュ・チャンピオンズデーの2歳シリーズとして設立された。
なお、開催当日にはチャレンジステークスやダーレーステークスなど2歳限定戦でない重賞も開催されている。

## 歴史
- 2011年
  - 「フューチャー・チャンピオンズデー」の名称で設立。
- 2014年
  - 開催時期をブリティッシュ・チャンピオンズデーの前日に変更。[1]
  - ドバイが後援企業になり、正式名称が「ドバイ・フューチャー・チャンピオンズデー」に変更される。[2]
  - フィリーズマイル、コーンウォリスステークスが対象レースに追加。[1]
  - ロックフェスステークス、オータムステークスが対象レースから除外。[1]
- 2015年
  - 開催時期を10月第2週に変更し、開催日程を2日間に分割。[2][注 1]
  - オーソーシャープステークス、オータムステークスが対象レースに追加。[2]
  - ミドルパークステークスが対象レースから除外。[2]
- 2019年
  - プライドステークス、ゼットランドステークスが国際G3に格上げ。[3]

## 実施される競走一覧

### 1日目
| 施行順  | 競走名                     | 競走格 | 出走条件    | 施行コース | 賞金総額    |
| ------- | -------------------------- | ------ | ----------- | ---------- | ----------- |
| 第1競走 | コーンウォリスステークス   | G3     | 2歳         | 芝5f       | 5.9万ポンド |
| 第2競走 | オーソーシャープステークス | G3     | 2歳牝馬     | 芝7f       | 5.9万ポンド |
| 第3競走 | チャレンジステークス       | G2     | 3歳以上     | 芝7f       | 12万ポンド  |
| 第4競走 | フィリーズマイル           | G1     | 2歳牝馬     | 芝1mi      | 52万ポンド  |
| 第7競走 | プライドステークス         | G3     | 3歳以上牝馬 | 芝10f      | 7.9万ポンド |

### 2日目
| 施行順  | 競走名                   | 競走格 | 出走条件    | 施行コース | 賞金総額    |
| ------- | ------------------------ | ------ | ----------- | ---------- | ----------- |
| 第1競走 | オータムステークス       | G3     | 2歳         | 芝1mi      | 5.9万ポンド |
| 第2競走 | デューハーストステークス | G1     | 2歳牡・牝馬 | 芝7f       | 52万ポンド  |
| 第4競走 | ゼットランドステークス   | G3     | 2歳         | 芝10f      | 5.9万ポンド |
| 第5競走 | ダーレーステークス       | G3     | 3歳以上     | 芝9f       | 7.9万ポンド |